# Maria van Saint-Pol
Maria van Saint-Pol (circa 1472 — La Fère, 1 april 1547) was van 1482 tot aan haar dood gravin van Saint-Pol, Marle en Soissons. Zij behoorde tot het Huis Luxemburg.

## Levensloop
Maria was de oudste dochter van graaf Peter II van Saint-Pol en diens echtgenote Margaretha, dochter van hertog Lodewijk van Savoye. In 1482 volgde ze haar vader op als gravin van Saint-Pol, Marle en Soissons.
In 1484 huwde ze met haar eerste echtgenoot; haar oom Jacob van Savoye (1450-1486), graaf van Romont. Na het overlijden van Jacob hertrouwde ze op 8 september 1487 met graaf Frans van Bourbon-Vendôme (1470-1495). Na het overlijden van Frans in 1495 regeerde Maria het graafschap Vendôme in naam van haar minderjarige kinderen. In 1529 verloor Maria door de Damesvrede van Kamerijk tussen koning Frans I van Frankrijk en keizer Karel V haar bezittingen in het graafschap Vlaanderen.
In april 1547 stierf Maria op ongeveer 75-jarige leeftijd. Haar kleindochter Maria van Bourbon-Vendôme, de dochter van haar zoon Frans I, volgde haar op als gravin van Saint-Pol, terwijl haar kleinzoon Jan van Bourbon-Vendôme, de zoon van haar zoon Karel, het graafschap Soissons verwierf.

## Nakomelingen
Maria en haar eerste echtgenoot Jacob van Savoye kregen een dochter:
- Louise Francisca (1485-1511), huwde in 1503 met graaf Hendrik III van Nassau-Breda

Maria en haar tweede echtgenoot Frans van Bourbon-Vendôme kregen vijf kinderen:
- Karel (1489-1537), hertog van Vendôme
- Frans I (1491-1545), graaf van Saint-Pol
- Lodewijk (1493-1557), kardinaal
- Antoinette (1494-1583), huwde in 1513 met Claude van Lotharingen, hertog van Guise
- Louise (1495-1575), abdis van de Abdij van Fontevraud

- Virtual International Authority File: 4150746943016301909